# 姜儀
姜儀（1487年—1566年），字君肅，號侑溪（右溪），江西南昌府南昌縣人，軍籍。明朝政治人物。

## 生平
正德五年（1510年）庚午科江西乡试舉人，九年（1514年）甲戌科三甲第179名進士，歴凤阳、永州、广平推官，升刑部主事，出为福建按察佥事，迁浙江海道右参议，升湖广郴桂兵备副使，嘉靖十七年（1538年）五月升贵州布政使司左参政，晋广西按察使，二十二年八月擢福建右布政使，轉左布政，二十四年四月进升都察院右副都御史、巡抚湖广，奉命征苗，破重寨三十馀所。因麻阳苗贼屡抚屡叛，流毒地方，朝廷下令姜儀会同贵州巡抚王学益一同进兵征剿，王学益进兵失期，姜儀弹劾他故违明命，怠误军机，王被逮赴京，因嚴嵩、严世蕃是王的姻亲，二十七年三月姜儀因首请徵兵剿之，久而无功，老师费财，假功掩过，令降三级调外任，贬广东布政司左参议，罢征苗兵，遂稱病乞休，詔許回籍冠帶閑住，嘉靖二十八年十一月致仕。家居十八年卒。